# La sombra (película de 2015)
La sombra es una película documental de Argentina filmada en colores dirigida por Javier Olivera sobre su propio guion que se estrenó en 2015. Se trata de un filme con contenido autobiográfico que el director fue construyendo a lo largo de trece años. 

## Sinopsis
Con el telón de fondo de la demolición de la casa de su infancia, los recuerdos escondidos en sus rincones son rescatados por el director apoyado en fragmentos de Súper 8, en diálogo con imágenes digitales. Así procura desentrañar y exponer temas que considera  claves en su vida, el significado de la casa como escenario y monumento, el sentido de la familia, las vivencias de la época de la dictadura y la figura de un padre que era figura fundamental del cine nacional.

## El director
Javier Olivera ( Buenos Aires, Argentina, 1969 ) es un artista visual, director y guionista de cine que reside y trabaja en Montevideo, Uruguay. Aprendió pintura, después cine en la University of California y literatura en España. En cine coescribió y dirigió películas que fueron exhibidas en festivales y muestras internacionales, tales como El visitante (1999) , El camino (2000) , Floresta (2007) y Mika, mi guerra de España (2013) así como series y videos documentales y, en forma paralela, desde 1990 realizó obras -pinturas, fotos, videos monocanal y video instalaciones- que fueron exhibidos dentro y fuera de su país.
Sobre La sombra contó Javier Olivera:

Una película… hecha a partir de registros entre 2002 y 2008 en video y transfers de Súper 8 de los ‘70...un diseño sonoro muy potente...que en la película se tradujo en fragmentos de marchas militares, dibujos animados, etc., mezclados con sonidos de la demolición como bases rítmicas. La imagen y el sonido tienen la misma importancia a nivel narrativo, así que se puede decir que esta es una obra netamente audiovisual…Hacer la película me llevó 13 años… Fue…un proceso muy artesanal: filmé, edité, produje, etc. Los primeros años trabajé con una moviola de Súper 8, seleccioné material a partir de 50 rollos y luego me volqué al material en digital.

## Comentarios
La crítica del sitio web Los inrocks dijo:

«… Javier Olivera regresa con la que sin dudas es su mejor película…La “sombra”…es, claro, la de su padre… mientras vemos escenas de la mansión familiar siendo destruida combinadas con...épocas de construcción de la casa y aparente armonía y felicidad familiar, Olivera va...logrando...hablar de algo íntimo como su historia de fracturas familiares (crisis económica, divorcios, etc.) que se vuelven universales porque implica también la caída en desgracia de una industria, de una forma tradicional de hacer cine en la Argentina y hasta de una cierta idea de país. Olivera tiene también la inteligencia de dejar que las imágenes hablen por sí solas...cuenten esa historia...siempre desde una visión muy personal: la de un hijo literalmente tapado por la sombra larga de su padre,...un hombre…que se construyó a sí mismo,...y que, en el camino, perdió contacto con sus afectos, su historia…La sombra es una evocación de la desaparición de una manera de hacer y vivir el cine, (cuya) mirada es más crítica y ambigua que nostálgica y sentimental..»

Diego Batlle en el sitio Otroscines escribió:

«Si bien dirigió dignos films…Javier Olivera siempre fue -para el mundillo del cine- “el hijo de”; en este caso, de Héctor Olivera…Quizás por eso La sombra... funciona sobre todo como forma de expurgar y de expiar ciertos sentimientos (dolor, culpa, temor) frente a una figura tan avasallante…La película tiene un impecable trabajo de edición y de sonido que permiten acompañar la tradicional estructura de surgimiento, apogeo y caída, y -si bien la narración en off...no es particularmente inspirada- se entiende que una propuesta de semejante nivel de intimidad sólo podía ser contada desde una primera persona siempre presente. Valiente, visceral y desgarradora, La sombra… se sobrepone a sus limitaciones y posibles cuestionamientos artísticos para convertirse en una valiosa reconstrucción de una épica familiar, y de las miserias y contradicciones de la clase media-alta argentina..»

## Premios y candidaturas
La película fue candidata al Premios Cóndor de la Asociación de Cronistas Cinematográficos de la Argentina, al Mejor Documental 2016.  